# Driftsethe
Driftsethe este o comună din landul Saxonia Inferioară, Germania.